# Пјерачони (Пиза)
Пјерачони је насеље у Италији у округу Пиза, региону Тоскана.
Према процени из 2011. у насељу је живело 97 становника. Насеље се налази на надморској висини од 36 м.